# Harold Rhodes

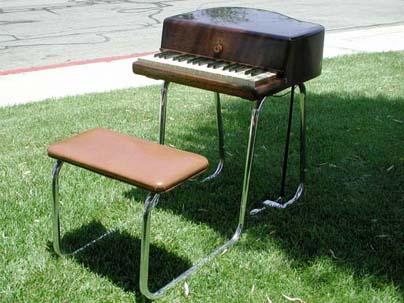
Elektrisches Piano

Harold Burroughs Rhodes (* 28. Dezember 1910 in San Fernando, Kalifornien, USA; † 17. Dezember 2000 in Canoga Park, Kalifornien, USA) ist der Erfinder eines Elektronischen Pianos, eines der bedeutendsten Musikinstrumente der populären Musik des 20. Jahrhunderts. Das von ihm entwickelte „Fender Rhodes Electric Piano“ wurde zu einem wichtigen Bestandteil des Jazz, Rock, Pop und Soul. Ganze Musikstile entstanden mit und durch dieses Instrument, zu nennen ist hier vor allem der Fusion (Miles Davis: Bitches Brew, 1970) und Jazzfunk (Herbie Hancock: Head Hunters, 1973).

## Frühe Jahre
Schon früh wurde Rhodes durch die Plattensammlung seines älteren Bruders auf den Jazz aufmerksam und begann mit dem Klavierspiel. In den 1930er Jahren machte er sich als Klavierlehrer selbständig und gründete die Harold Rhodes School of Popular Piano in Los Angeles. Sein Konzept war so erfolgreich, dass bis 1940 eine ganze Reihe von Schulen über die gesamten Vereinigten Staaten verteilt waren. Er entwickelte eine Theorie, die komplexe Jazz-Improvisationen in der Tradition von Duke Ellington oder Art Tatum in nur vier Schritten erlernbar machte, wobei die Schüler durchaus ihren eigenen Stil entwickeln sollten. Rhodes selbst betrachtete zeitlebens nicht die Erfindung seines elektrischen Klaviers, sondern die Entwicklung seiner Methode des Klavierunterrichts als sein wichtigstes Werk.